# نادي فيرام لكرة السلة
نادي فيرام لكرة السلة (بالدنماركية: Virum Basketball Klub) هو فريق كرة سلة دانمركي تأسس في سنة 1957. فريق الرجال يلعب في الدوري الدنماركي لكرة السلة وفريق السيدات يلعب في الدوري الدنماركي لكرة السلة للسيدات.

## الإنجازات
الرجال
الدوري الدنماركي لكرة السلة
- الفوز (2): 1969–70، 1970–71

السيدات
الدوري الدنماركي لكرة السلة للسيدات
- الفوز (1): 1979–80